# اداگور، تامکور
اداگور، تامکور (به انگلیسی: Adagoor, Tumkur) در هند است که در کارناتاکا واقع شده‌است.